# اضطرابات الضفة الغربية (يوليو 2024)
تشير اضطرابات الضفة الغربية في يوليو 2024 إلى فترة من عدم الاستقرار في الضفة الغربية استمرت من أواخر يوليو إلى أوائل أغسطس من عام 2024. وقد مثل هذا تصعيدًا كبيرًا للعنف بين السلطة الفلسطينية والمسلحين الفلسطينيين وسط احتجاجات في مدن متعددة. بدأت الاضطرابات بسبب محاولة قوات الأمن التابعة للسلطة الفلسطينية اعتقال قائد لواء طولكرم أبو شجاع، الذي كان في المستشفى داخل طولكرم. وقد أدى هذا الحادث إلى تفاقم الصراع القائم بين السلطة الفلسطينية والميليشيات، مما أدى إلى مواجهات في مختلف أنحاء الضفة الغربية. وهدأت الاضطرابات تدريجيا بحلول أوائل أغسطس/آب دون حدوث تغيير كبير وظلت العلاقات متوترة.

## خلفية
السلطة الفلسطينية، التي تنسق الأمن أحيانًا مع إسرائيل، لا تحظى بشعبية كبيرة بين معظم الفلسطينيين، الذين ينظرون إليها إلى حد كبير على أنها غير فعالة وخاضعة للاحتلال الإسرائيلي وبدلاً من ذلك يقدمون المزيد من الدعم للميليشيات المختلفة الموجودة في كل مدينة في الضفة الغربية. ونتيجة لذلك، اندلعت صراعات مسلحة بين السلطة الفلسطينية وميليشيات الضفة الغربية منذ عام 2022، مع وقوع اشتباكات متفرقة سابقة قبل التصعيد في يوليو/تموز 2024. ويأتي هذا التصعيد على خلفية حرب غزة والتوغلات الإسرائيلية في الضفة الغربية.
لواء طولكرم هو أحد الفصائل الفلسطينية المسلحة العديدة المتواجدة في الضفة الغربية. ويعتبر قائد اللواء محمد جابر، المعروف باسمه الحركي "أبو شجاع"، من الشخصيات الرئيسية المطلوبة من قبل السلطات الإسرائيلية، وقد أصيب في غارات إسرائيلية سابقة على طولكرم في ديسمبر/كانون الأول 2023. كان يُعتقد أنه قُتل على يد قوات الدفاع الإسرائيلية خلال إحدى غاراتها على طولكرم في أبريل 2024، لكنه ظهر لاحقًا أثناء حضوره جنازة العديد من المقاتلين الفلسطينيين القتلى.

## مسار المواجهات

### طولكرم
في يوم 26 يوليو 2024، أُدخل أبو شجاع، قائد لواء طولكرم، إلى مستشفى الشهيد الدكتور ثابت ثابت الحكومي في طولكرم بعد إصابته بجروح جراء انفجار عبوة ناسفة. وبعد فترة وجيزة، حاصرت قوات الأمن التابعة للسلطة الفلسطينية المستشفى وحاولت على ما يبدو اعتقال شجاع كجزء من حملتها على الميليشيات المحلية.
وردًا على ذلك، أعلنت الكتائب والميليشيات الفلسطينية الأخرى حالة التأهب القصوى، واستهدفت المقر المحلي لقوات الأمن بإطلاق نار كثيف. وأصدرت كتائب طولكرم بالاشتراك مع حماس والجهاد الإسلامي الفلسطيني وكتائب شهداء الأقصى بيانات تدعو فيها السكان المحليين إلى التعبئة والتوجه إلى المستشفى لرفع الحصار ومنع اعتقال أبو شجاع.
وبعد فترة وجيزة، وصل حشد كبير من المدنيين الفلسطينيين إلى المستشفى لعرقلة عملية الاعتقال التي نفذتها السلطة الفلسطينية. وعلى إثر ذلك اندلعت مواجهات بين قوات الأمن ومسلحي الضفة الغربية في طولكرم، أثناء وصول حشد من المواطنين الفلسطينيين إلى المستشفى بهدف كسر الحصار المزعوم. ونشرت صحيفة "ذا بالستاين كرونيكل" مقطع فيديو من داخل المستشفى يظهر المتظاهرين وهم يواجهون قوات الأمن، التي ورد أنها أطلقت الغاز المسيل للدموع وأطلقت النار عليهم، مما أسفر عن إصابة العديد منهم. وفي نهاية المطاف انسحبت قوات الأمن من المستشفى، وقام الحشد باستعادة أبو شجاع واقتياده إلى مخيم نور شمس للاجئين في طولكرم.
وفي اليوم التالي، وبعد أن اعتقلت قوات الأمن الناشط طارق بليدي، طالبت لواء طولكرم بالإفراج عنه بحلول الساعة العاشرة مساء، واتهمت السلطة الفلسطينية برغبتها في إشعال حرب أهلية. وانطلقت المظاهرات عند مدخل مخيم طولكرم للاجئين. وبعد انتهاء المهلة استهدفت الكتيبة مقر الحكومة في طولكرم بالمتفجرات.

### انتشر إلى مدن أخرى

#### جنين
وأصدرت كتائب جنين بيانا أدانت فيه وهددت فيه قوات الأمن قائلة "إذا اعتدى علينا أحد فسوف نرد عليه بالمثل". هاجم مسلحون من الكتائب مقر السلطة الفلسطينية في جنين.

#### طوباس
بعد ساعات من انتهاء الحصار المزعوم في طولكرم، حاولت قوات الأمن في طوباس اعتقال أحد أفراد لواء طوباس، وأطلقت النار عليه. وألقت القوات القبض على شقيق المسلح، وأفرجت عنه بعد ساعة. وأدانت لواء طوباس هذه العملية ووصفتها بأنها "محاولة اغتيال" ووصفت قوات الأمن بأنها دمى في يد جهاز الأمن العام (الشاباك).
وفي وقت لاحق من ذلك اليوم، قامت مجموعة من المتظاهرين الشباب بإغلاق الطرق في طوباس وبدأت بالاشتباك مع قوات الأمن، مرددين شعارات ضدها. استهدفت لواء طوباس مقراً محلياً لقوات الأمن بإطلاق النار.

#### بيت لحم
كما اندلعت مسيرة احتجاجية في بيت لحم ضد تصرفات السلطة الفلسطينية في طولكرم. اشتبك المتظاهرون مع قوات الأمن وأشعلوا النار في أبواب مقرهم المحلي. وأفادت التقارير أيضًا أن قوات الأمن اعتدت بالضرب على شاب كان يتظاهر واعتقلته.
وشهدت قوات الأمن أيضًا صراعات داخلية، حيث تم اعتقال العديد من الأفراد، وهي الخطوة التي انتقدها بشدة سياسيو فتح المحليون. وفي الثلاثين من الشهر الجاري، ظهر في شوارع بيت لحم عشرات المسلحين التابعين لحركة فتح، والذين يبدو أنهم انشقوا عن قوات الأمن، وشوهدوا وهم يطلقون النار بعنف في الهواء. وبدأ هؤلاء المسلحون الاشتباك مع قوات الأمن، وهددوا سياسيي فتح وطالبوهم باستقالاتهم. وفي الحادي والثلاثين من الشهر الجاري، حاولت قوات الأمن اعتقال المسلحين، وقابلتها احتجاجات خارج مقرها المحلي.

## العواقب
وبحلول شهر أغسطس/آب، تم "احتواء" الاضطرابات، وفقًا لمسؤولي طولكرم.
وفي 3 أغسطس/آب، أفادت التقارير أن لجنة سياسية في الخليل مرتبطة بقوات الأمن نشرت إعلاناً تدين فيه المسلحين في الضفة الغربية وتحذر من أن استمرار العداء تجاه السلطة الفلسطينية قد يؤدي إلى صراع داخلي عنيف مماثل لمعركة غزة عام 2007 بين فتح وحماس.
في 15 أغسطس/آب، أدانت حماس السلطة الفلسطينية لاستهدافها المستمر للمسلحين، ومصادرة الأسلحة، وتفكيك المتفجرات، والتدخل في الكمائن أثناء التوغلات الإسرائيلية.

## ردود الفعل
وزعم مصطفى طقاطقة، محافظ طولكرم، أن قوات الأمن لم تتدخل إلا بعد أن حاولت "مجموعة من الأفراد" اقتحام المستشفى، ودعا إلى إبعاد جميع المؤسسات الصحية عن الصراعات.
وأصدرت حركة فتح، الحزب السياسي الفلسطيني الذي يسيطر على السلطة، بياناً متناقضاً زعمت فيه أن قوات الأمن دخلت المستشفى لحماية أبو شجاع، وليس لاعتقاله، بعد أن علمت بنشاط جيش الدفاع الإسرائيلي على مداخل طولكرم، وأن الحشد الذي وصل إلى المستشفى كان مضللاً بسبب "الشائعات التحريضية".
وقد أدانت كل من حركة حماس وحركة الجهاد الإسلامي الفلسطينية تصرفات قوات الأمن، حيث حذرت الأخيرة من أنها تهدد اتفاقيات الوحدة الأخيرة التي تم التوصل إليها في إعلان بكين لعام 2024.
كما أدانت كتائب جنين قوات الأمن، مهددة بالرد في حال تعرضها للاعتداء. وزعمت الكتائب أن قوات الأمن حاولت في وقت سابق حصارًا مماثلًا لمستشفى في جنين اعتدت خلاله على أمهات المقاتلين الفلسطينيين القتلى.